# Arme Schulschwestern von Unserer Lieben Frau
Arme Schulschwestern von Unserer Lieben Frau (lat.: Congregatio Pauperum Sororum Scholasticarum Dominae Nostrae, Ordenskürzel: SSND, School Sisters of Notre Dame) ist eine 1833 in Neunburg vorm Wald gegründete Kongregation von Schulschwestern in der römisch-katholischen Kirche. Sie ist auch unter der Bezeichnung Gerhardinger-Schwestern bekannt.

## Geschichte

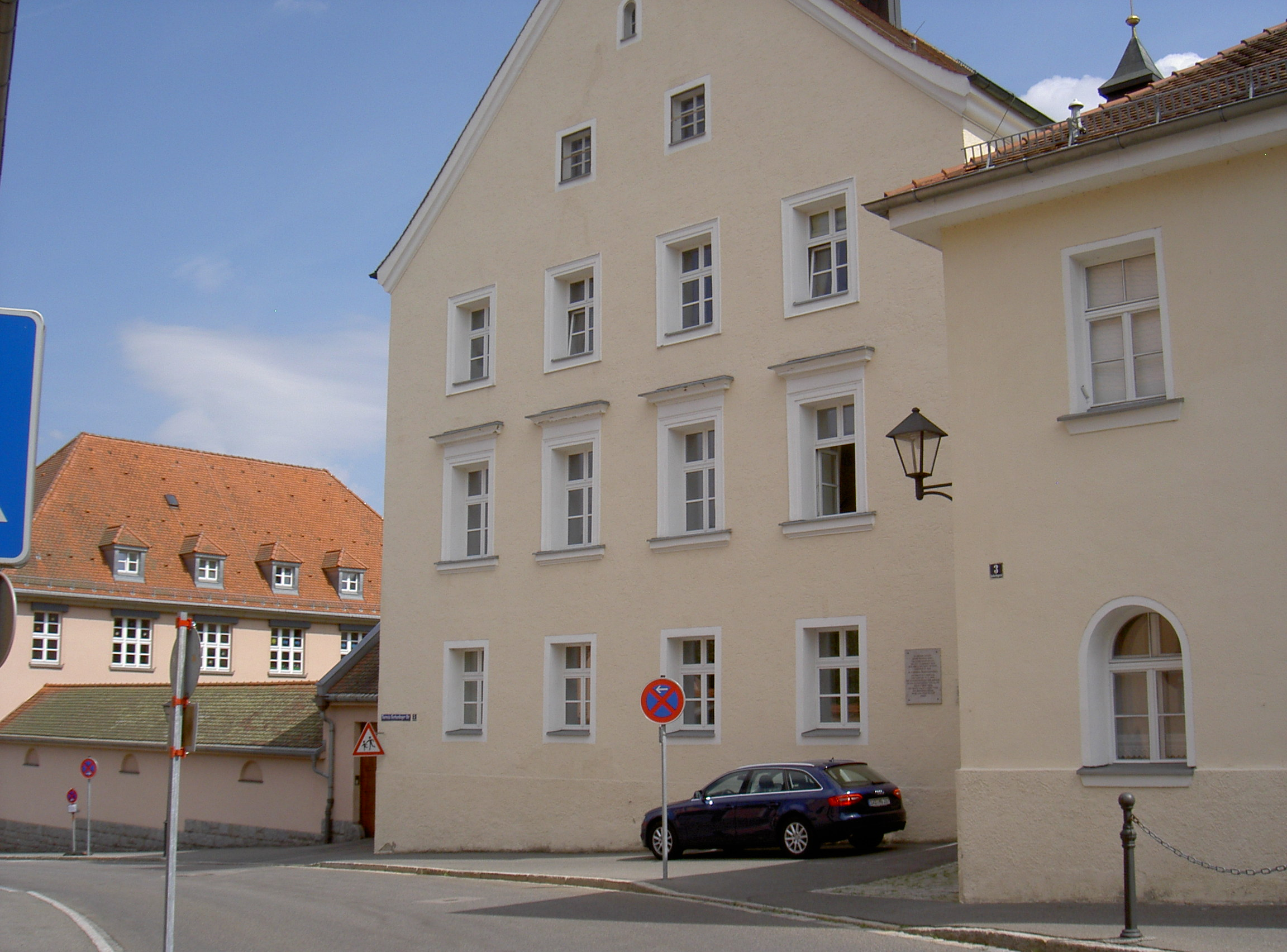
Gründungskloster in Neunburg vorm Wald

In Regensburg waren erst die von der seligen Alix Le Clerc und dem hl. Pierre Fourier 1597 gegründete „Congrégation Notre Dame – Chorfrauen des hl. Augustinus“ tätig. Sie unterhielten bei Regensburg eine Klosterschule. Mit der Schließung der Klosterschule im Zuge der Säkularisation begann eine kritische Schulsituation. Infolgedessen wurden Karolina Gerhardinger und zwei weitere Frauen zu Lehrerinnen ausgebildet. Der damalige Dompfarrer und spätere Bischof von Regensburg Georg Michael Wittmann war der Initiator und Mentor von Karolina Gerhardinger. Er übertrug ihr das Lehreramt an der Mädchenschule von Stadtamhof, die nun als Pfarrschule weitergeführt wurde. Nach dem plötzlichen Tod Bischofs Wittmann sah sich Karolina Gerhardinger verpflichtet, das begonnene Werk fortzusetzen. 1833 begann sie, ihr Leben nach den Regeln der „Chorfrauen de Notre Dame“ zu gestalten und gründete im Kloster Neunburg vorm Wald die Kongregation der Schulschwestern. Obgleich ihre Wurzeln weit in die Vergangenheit zurückreichen, betrachtet die Kongregation den 24. Oktober 1833 als den Tag ihrer Entstehung. Im Jahr 1865 erhielten sie die Approbation der Konstitution der „Armen Schulschwestern von Unserer Lieben Frau“ durch Papst Pius IX. Mit Maria Theresia von Jesu (Ordensname von Karolina Gerhardinger) begann eine Blütezeit für die Kongregation, sie verbreitete sich über 11 Länder in Europa und Amerika. Nach dem Tod der Gründerin gab es mehr als 2500 Schulschwestern, die in Volksschulen, Waisenhäusern, Tagesheimstätten und Kindergärten tätig waren.
Seit 1986 nahmen ursprünglich 678 Schwestern der amerikanischen Konvente des Ordens an der sogenannten Nonnenstudie (Nun Study) teil, einer Longitudinalstudie zur Erforschung von Bedingungen des Alterns und möglicher auslösender Faktoren der Alzheimer-Demenz, die David Snowdon zuerst an der Universität von Minnesota begann, dann an der University of Kentucky fortsetzte.

## Organisation
Die Schwestern sind unter anderem seit 1833 als Lehrerinnen und Erzieherinnen in Neunburg vorm Wald, seit 1839 in München-Au und seit 1843 im Münchner Angerkloster tätig. Etwa 35 Niederlassungen gehören zur Bayerischen Provinz, wie auch die in Berlin, Rumänien, Westfalen und Schweden bestehenden Filialgemeinschaften. Im Hauptgebiet Europa befinden sich noch weitere Provinzen mit Österreich-Italien, Slowenien, Ungarn, Polen, Tschechoslowakei.
Der Kongregation gehören weltweit 2744 Schwestern an (Stand: 31. Dezember 2015). Das Mutterhaus befindet sich seit 1957 in Rom.

## Ordensleben
Die Schulschwestern verstehen sich als geistliches Erbe des hl. Augustinus. Dieser augustinische Geist gab auch den Ordensregeln seine Grundzüge. Sie legen das Gelübde der Armut, der Ehelosigkeit und des Gehorsams ab.

## Missbrauchsvorwürfe
Im Juli 2023 wurden Vorwürfe bekannt, dass Schwestern der Kongregation im Erzbistum Berlin an einem Netzwerk aus Priestern, Religionslehrern und eben Ordensschwestern beteiligt waren, das während der 1960er Jahre systematischen Kindesmissbrauch geplant und durchgeführt hat.

## Generaloberinnen
- Maria Theresia von Jesu Gerhardinger (1865–1879)
- Maria Margaritha von Cortona Wiedemann (1879–1894)
- Maria Josefa Hermanna Glink (1894–1900)
- Maria Innozentia Loibl (1900–1909)
- Maria Bruno Thoma (1909–1928)
- Maria Almeda Schricker (1928–1955)
- Maria Ambrosia Roecklein (1956–1968)
- Maria Georgianne Segner (1968–1977)
- Maria Margaret Johanning (1977–1987)
- Patricia Flynn (1987–1997)
- Rosemary Howarth (1997–2007)
- Mary Maher (2008–2018)
- Roxanne Schares (2018–2023)
- Maria Dominika Michalke (seit 2023)[5]